# Primera Iglesia Unitaria (Cincinnati)
La Primera Iglesia Unitaria es una congregación histórica de la Asociación Unitaria Universalista en Cincinnati, la tercera ciudad más poblada del estado de Ohio (Estados Unidos). Fundada a principios del siglo XIX, sobrevivió a una serie de divisiones y reunificaciones en el siglo XIX. Entre las personas que han adorado en el histórico edificio de su iglesia en el lado norte de la ciudad se encuentran muchos miembros de la familia Taft, incluido William Howard Taft, el presidente de los Estados Unidos.

## Historia
En 1828, un ministro unitario de Boston visitó Cincinnati durante aproximadamente cinco semanas. A su regreso a Nueva Inglaterra, John Pierpont proclamó a sus compatriotas las atractivas características de Cincinnati, y en dos años se fundó una congregación unitaria en la ciudad. Ubicado en la intersección de las calles Fourth y Race en Downtown Cincinnati, su primer edificio de la iglesia se dedicó el 23 de mayo de 1830. : 348 Más tarde fue reemplazado por un edificio en la cercana intersección de las calles Octava y Plum. : 351 
En su primer año, la iglesia fue dirigida por una sucesión de ministros jóvenes; aunque estos primeros pastores estaban entre los más prominentes de los jóvenes ministros de la denominación, muchos dejaron el pastorado a edades inusualmente jóvenes debido a problemas de salud. Como resultado, la congregación se quedó frecuentemente sin un predicador y se vio obligada a buscar nuevos ministros en Nueva Inglaterra. Entre estos hombres se encontraba William Henry Channing, quien sirvió en la congregación desde 1839 hasta 1844. : 348 
Después de Channing estaba el ex abogado James H. Perkins, que se ahogó en 1849; Durante sus cinco años de ministerio, involucró a la congregación en una variedad de propósitos de justicia social, como reformas carcelarias y bienestar para los pobres. : 349 La controversia surgió en la década de 1850: las cuestiones del abolicionismo eran tensas en una ciudad ubicada tan cerca del estado esclavista de Kentucky, y las diferencias teológicas sobre la existencia de milagros hicieron que la iglesia se dividiera en dos. Estas tensiones se resolvieron en la década de 1870: ambas congregaciones habían llegado a rechazar la existencia de milagros y la Decimotercera Enmienda había terminado con la esclavitud en todo Estados Unidos. : 350 
Bajo el ministerio de George Thayer, que comenzó en 1882, la congregación se enfrentó a un movimiento generalizado de miembros desde el centro de la ciudad hacia los bordes norte de la ciudad; como resultado, el edificio actual se erigió a lo largo de Reading Road, 3 km al noreste del antiguo sitio. : 351 

## Arquitectura
A fines de la década de 1880, la congregación organizó la construcción de un nuevo edificio para la iglesia a lo largo de Reading Road. Este nuevo edificio fue erigido en 1889, empleando bloques aleatorios de sillar para el exterior de la iglesia. El arquitecto James C. McLaughlin introdujo muchos elementos de estilo románico richardsoniano en el diseño de la iglesia, como ventanas de arco redondeado, elementos estructurales que dividen visualmente la estructura en dos partes y muros de sillería al azar. 
Entre los elementos más distintivos del diseño del edificio se encuentra el gran rosetón en su lado norte; diseñado por el artesano de vidrio Tiffany Frederick Wilson, se centra en una imagen grande de una personificación de la Verdad. McLaughlin empleó principalmente piedra en la construcción del edificio: los cimientos están hechos de arenisca, mientras que las paredes y algunos otros elementos están construidos con otros tipos de piedra.
Durante muchos años inmediatamente antes de la construcción del nuevo edificio, la congregación había ido disminuyendo porque muchos de sus miembros se mudaron de su ubicación anterior; Al reubicarse en un sitio en un vecindario en crecimiento al que se podía llegar fácilmente con transporte público, los líderes esperaban aumentar su accesibilidad. El diseño de McLaughlin incluía características como un techo de tejas, enormes vidrieras doradas y dos chimeneas en el santuario. El santuario en sí es un cuadrado que mide 56 pies (17,1 m) a cada lado; en el momento de la construcción, tenía capacidad para aproximadamente trescientos fieles. Una gran plataforma debajo del rosetón sirvió como ubicación para el órgano y el púlpito de roble tallado a mano.

## Familia taft

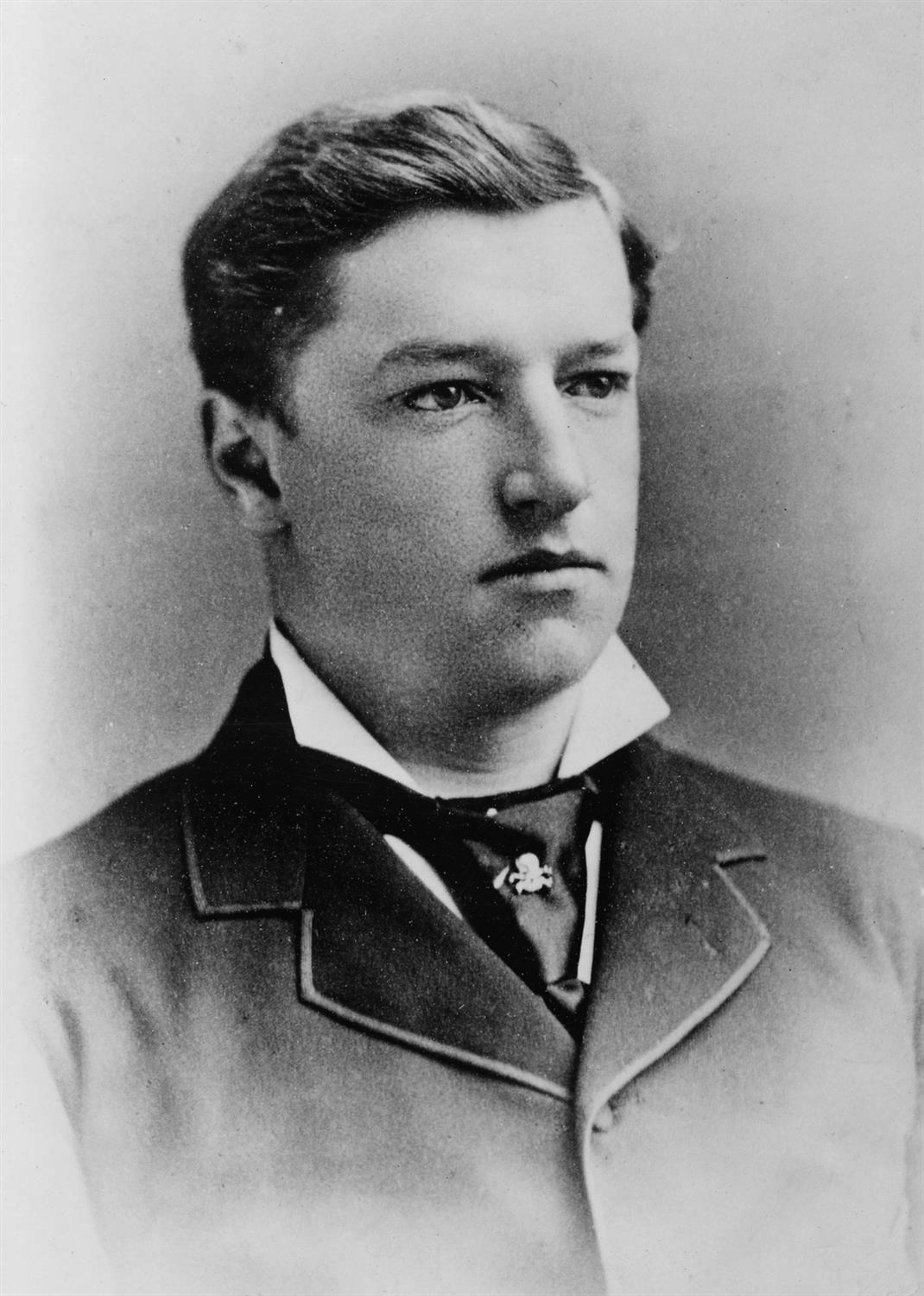
William Howard Taft en su juventud

Entre los miembros principales de la Primera Iglesia Unitaria se encontraban Alphonso y Louise Taft y sus hijos. Durante muchos años, Alphonso se desempeñó como uno de los fideicomisarios de la iglesia, y fue presidente de la junta de fideicomisarios durante un período de tiempo. A menudo estuvo ausente de la iglesia en sus últimos años, debido a sus muchas responsabilidades como fiscal general y secretario de Guerra. 
Desde su juventud, el hijo de Alphonso y Louise, William Howard, fue un miembro activo de la congregación, participando en muchas actividades juveniles; décadas más tarde, cuando se postulaba para presidente, el ministro de la congregación recordó su papel de hada en una obra de teatro organizada por el Unity Club de la congregación. 
Aunque su asistencia también se hizo menos frecuente a medida que aumentaron sus responsabilidades gubernamentales, su influencia en la congregación perduró, como lo demuestra la destitución del ministro pacifista de la congregación en una ola popular provocada por el apoyo público de Taft a la participación estadounidense en la Primera Guerra Mundial.

## Historia reciente
En 1976, el edificio fue incluido en el Registro Nacional de Lugares Históricos con el nombre de "Primera Iglesia Unitaria-Congregacional", calificando debido a su arquitectura históricamente significativa. A partir de dos años después, muchos de los miembros de la iglesia se unieron con el músico Richard Waller para ayudar a formar la Serie de Música de Cámara Linton, una asociación con la Orquesta Sinfónica de Cincinnati.
Hoy, la iglesia es parte activa de la Asociación Unitaria Universalista. Constance Simon se convirtió en ministra en 2018